# Трихофагия
Трихофагия (от гръцки език: τρίχα - коса, и φάγειν - ядене) е натрапчивият навик за смучене, дъвчене или поглъщане на коса. Обикновено е свързан с чувство за мъка, както и другото нарушение, свързано с косата - трихитиломанията, тоест скубане на косата от собствената глава. Погълнатата коса не се разгражда, а се събира в стомашночревния тракт и може да предизвика болки, лошо храносмилане, повръщане, подуване на корема. В някои случаи отстраняването на така образувания безоар става с очистително, в по-сериозни случаи е необходима хирургическа операция.
През 2007, списанието The New England Journal of Medicine информира за отстраняването на топка косми с тегло 4,5 килограма от стомаха на 18-годишно момиче от Чикаго, страдащо от трихофагия.